# Ghulam Ishaq Khan
Ghulam Ishaq Khan, född 20 januari 1915 i Khyber Pakhtunkhwa, död 27 oktober 2006 i Peshawar, var Pakistans president från augusti 1988 till juli 1993.